# Гиппоной (пьеса)
«Гиппоной» (др.-греч. Ἱππόνοος ) — трагедия древнегреческого драматурга V века до н. э. Софокла, текст которой практически полностью утрачен.
Центральный персонаж трагедии — Гиппоной, царь города Олена в Ахайе, отец Капанея и Перибеи. Известно, что в одной из песен хора в этой пьесе Софокл говорил от своего имени. Уцелели только три небольших фрагмента текста, в одном из них главный герой, по-видимому, обращается к дочери.